# جيريمي ديتون
جيريمي ديتون (بالإنجليزية: Jeremy Deighton)‏ هو لاعب كرة قدم أمريكي في مركز الهجوم، ولد في 27 مايو 1988 في برودفيو هايتس في الولايات المتحدة. لعب مع بيتسبورغ ريفرهوندز.